# Pelican Lake (English River)
Der Pelican Lake ist ein See im Kenora District im Südwesten der kanadischen Provinz Ontario.
Der See ist Teil einer vom English River durchflossenen Seenkette, zu welcher neben dem Pelican Lake noch die oberstrom gelegenen Seen Minnitaki Lake und Abram Lake zählen. Das Einzugsgebiet des Pelican Lake umfasst mehr als 14.000 km².
Über die Frog Rapids Narrows wird der Pelican Lake vom südlich gelegenen Abram Lake gespeist. Der Ontario Highway 72 überquert an dieser Stelle den Flusslauf des English River. 
Ein weiterer Zufluss bildet der 6 km lange Abfluss des westlich gelegenen Big Vermilion Lake. Am Ostufer des Pelican Lake liegt das Zentrum von Sioux Lookout. Die Eisenbahnbrücke der transkontinentalen Hauptstrecke der Canadian National Railway quert den See nördlich von Sioux Lookout. Der Eisenbahnhalt Pelican liegt am Ufer des nordwestlichen Seeteils. Über die Pelican Falls fließt das Wasser des Sees zum nördlich gelegenen Lost Lake ab. 
Im Minnitaki-Abram-Pelican-Botsford-Seensystem werden folgende Fischarten gefangen: Glasaugenbarsch, Kanadischer Zander, Forellen- und Schwarzbarsch, Hecht, Muskellunge, Amerikanischer Flussbarsch, Sonnenbarsche, Amerikanischer Seesaibling und Heringsmaräne. Der Fang des See-Störs ist ganzjährig verboten.